# 三島村・鬼界カルデラジオパーク
三島村・鬼界カルデラジオパーク（みしまむら・きかいカルデラジオパーク、英: Mishima Kikai Caldera Geopark）は、鹿児島県鹿児島郡三島村の全陸域および周辺海域をテリトリーとするジオパークである。2015年9月に日本ジオパークに認定された。

## 概要
日本最南端のジオパークであり、薩摩半島の南に位置する海底カルデラと3つの島（日本で最も新しい巨大噴火の痕跡が残る竹島・硫黄島と、独自の文化・信仰形態の残る黒島）からなる。
火山災害や、鉱物資源・地熱・温泉の恵み、そしてそれらにまつわる人々の歴史を学ぶことができる。

## 沿革
- 2015年9月4日 - 日本ジオパークとして認定される[2]。

## 主なジオサイト
日本ジオパークネットワークのウェブサイトでは、下記が「主な見どころ・おすすめジオサイト」とされている。
- 竹島港（竹島）
- 籠港（竹島）
- 岬橋（硫黄島）
- 東温泉（硫黄島）
- 俊寛堂（硫黄島）
- 大浦港（硫黄島）
- 平家城（硫黄島）
- 地熱（硫黄島）
- 昭和硫黄島
- 塩手鼻（黒島）